# Leptophlebia vespertina
Leptophlebia vespertina es una especie de insecto de la familia Leptophlebiidae. 

## Distribución
Se encuentra en Europa.